# Chris Lass
Christopher „Chris“ Lass ist ein deutsch-britischer Musiker, Songwriter, Musikproduzent und Mixing/Mastering Engineer.

## Musikalische Laufbahn
Chris Lass brachte 2010 sein Debütalbum The Gospelogical Argument heraus. Mittlerweile entstanden mehr als neun Alben, zwei DVDs und viele Notenhefte aus seiner Feder.
Als Songwriter und Produzent arbeitete er mit Künstlern wie Samuel Rösch (The Voice of Germany 2018), Jelena Herder, Michael Patrick Kelly, Sam Samba, Fidi Steinbeck (u. a. bekannt als Finalistin The Voice of Germany 2019) und vielen mehr.
Als Sänger und Chorleiter sang Chris Lass bereits mit tausenden Menschen und arbeitete in etlichen Ländern wie Norwegen, England etc. Auf den großen Gospel-Festivals in Deutschland und auf zahlreichen Tourneen teilt er regelmäßig seine Musik mit Menschen in ganz Europa. Außerdem gibt er regelmäßig Workshops in der Bundesrepublik und darüber hinaus. In seinem Heimatort Bremen leitet er einen großen Gospelchor (City Gospel Choir).
Seine neuste CD “Don’t lose your faith” wurde mit internationalem Orchester, Musikern aus ganz Deutschland sowie ausgewählten Sängern aufgenommen. Die Aufnahmen der Songs, die von Lass arrangiert und produziert wurden, entstanden in ganz Deutschland den USA und der Schweiz.
Als Mischer und Mastering Engineer arbeitet er in seinem Tonstudio für internationale Künstler, Major Labels und Firmen wie: Universal Music, Sony, Mercedes, Focus uvm.
Auch als Remixer arbeitet Chris für verschiedenste Künstler wie Chris Stühn, DJ Housekasper und internationale Labels wie GlobalBass, Universal etc.

## Diskografie

### Alben (Auswahl)
- 2010 Chris Lass + Excited The Gospelogical Argument
- 2011 Chris Lass & Excited
- 2012 Chris Lass Gospel Worship
- 2015 Chris Lass 3 – drei Freunde unterwegs
- 2016 Christmas Gospel by Chris Lass
- 2017 Chris Lass Hope into Chaos
- 2020 Chris Lass Don´t Lose Your Faith

### DVD
- 2012 Chris Lass Gospel Worship
- 2014 Chris Lass Jeder Tag zählt – Wenn Hoffnung mehr als Leben ist

### Notenhefte (Auswahl)
- 2016 Christmas Gospel by Chris Lass
- 2017 Chris Lass Hope into Chaos